# Joop van der Schee
Johan Aart (Joop) van der Schee (Katwijk aan Zee, 27 februari 1951) is een Nederlands geograaf en hoogleraar. Sinds 2016 is hij emeritus hoogleraar onderwijsgeografie aan de Vrije Universiteit Amsterdam.
Van der Schee werd in 1951 geboren in Katwijk aan Zee en volgde de middelbare school op het Visser 't Hooft Lyceum in Leiden. Na het behalen van het diploma gymnasium-B studeerde hij sociale geografie aan de VU in Amsterdam. Na zijn afstuderen in 1977 bleef hij verbonden aan de VU, eerst als wetenschappelijk medewerker sociale geografie, later als vakdidacticus aardrijkskunde, onderwijsgeografisch onderzoeker, hoofd van de lerarenopleiding, onderzoekscoördinator en docent sociale geografie. In 1987 promoveerde hij op een proefschrift over kaartgebruik door leerlingen in het voortgezet onderwijs. In 2007 werd hij benoemd tot bijzonder hoogleraar onderwijsgeografie op een leerstoel van het Koninklijk Nederlands Aardrijkskundig Genootschap, eveneens aan de VU. Van der Schee vervulde deze functie tot hij in 2016 aan dezelfde universiteit werd benoemd tot emeritus hoogleraar onderwijsgeografie.
Naast zijn werk bij de VU was Van der Schee enkele jaren hoogleraar geografie voor educatie en communicatie aan de Universiteit Utrecht en korte tijd gasthoogleraar geography education aan de Universiteit Sapienza Rome. Verder was hij enkele jaren werkzaam als docent aardrijkskunde op middelbare scholen in Amsterdam en Amstelveen en was hij redactielid van de publicaties Geographie und Ihre Didaktik, Review of International Geographical Education Online, European Journal of Geography, International Research in Geographical and Environmental Education en J-Reading Journal of Research and Didactics in Geography.
In 2017 kreeg Van der Schee door het Koninklijk Nederlands Aardrijkskundig Genootschap de zilveren Vethmedaille uitgereikt voor zijn bijdrage aan het Nederlandse aardrijkskundeonderwijs.